# Jauz
Jauz (* 2. September 1992 in Mill Valley, Kalifornien; eigentlicher Name Sam Vogel) ist ein US-amerikanischer EDM-DJ und Musikproduzent.
Sam Vogel wuchs in Nordkalifornien auf und begann mit 15 Jahren das Produzieren am Computer. Ab 2013 erschienen erste Remixe und ab 2014 erste Singles von ihm. Für einige Titel arbeitete er mit Skrillex, Netsky und Marshmello zusammen. 2017 gründete er sein eigenes EDM-Label Bite This.
Festival-Auftritte hatte er beim Tomorrowland, Frequency, Ultra Music Festival, Coachella Valley Music and Arts Festival, Parookaville, Airbeat One und Electric Daisy Carnival.

## Diskografie
Alben
- 2018: The Wise and the Wicked

Kompilationen
- 2017: Off the Deep End, Vol. 1

EPs
- 2020: Dangerous Waters

Singles
2014
- Proppa Demands (mit At Dawn We Rage)
- Pure Evil (mit Sullivan King)
- Feel the Volume

2015
- Rock the Party (mit Ephwurd)
- Get on Up (mit Pegboard Nerds)
- Squad out! (mit Skrillex feat. Fatman Scoop)
- Deeper Love

2016
- Higher (mit Netsky)
- Get Down (mit Eptic)
- Goodiez
- Shark Attack (mit Megalodon)
- Magic (mit Marshmello)
- Infected (mit Tiësto)
- OK! (mit San Holo)

2017
- Claim to Be
- The Game
- I Hold Still (mit Crankdat)
- Alpha
- Meant To Love You (mit ROUXN)
- Lights Go Down (mit Zeds Dead)

2018
- Dinner Chat (mit Yookie and Josh Pan)
- In The Zone (mit Example)
- Gassed Up (mit DJ Snake)
- Motherfuckers (mit Snails)
- Keep the Rave Alive (mit Lazer Lazer Lazer)
- Diamonds (mit Kiiara)
- Super Fly

2019
- Dance Floor (mit Sumr Camp)
- I Dare You (mit Axel Boy)
- Don’t Leave Me
- Truth (mit I_o)
- Thunder (mit Dnmo)
- Shake (mit Zeds Dead)
- Movin
- Get To Me
- Erase You (mit Nato Feelz)
- Super Hott (mit Dubloadz)

2020
- Wildlife (mit Karra)
- No Doubt (mit GRiZ)

2021
- Oceans & Galaxies (mit HALIENE)